# Benedykt Kocot
Benedykt Kocot (nascido em 11 de abril de 1954) é um ex-ciclista de pista polonês, que competiu representando as cores da Polônia nos Jogos Olímpicos de Munique 1972. Lá, Kocot conquistou a medalha de bronze na prova tandem, formando par com Andrzej Bek.